# Cocu
Cocu – wieś w Rumunii, w okręgu Ardżesz, w gminie Cocu. W 2011 roku liczyła 123 mieszkańców.